# Krass Clement
Krass Clement, egentlig Krass Kay Christensen Clement, (født 15. marts 1946 i København) er en dansk fotograf.
Clement er søn af maleren Kay Christensen og pianisten Anna Katharina Tvermoes.
Han er uddannet filminstruktør fra Den Danske Filmskole. Clement laver mærkeligt poetiske billeder, ofte af melankolsk karakter. Han debuterede med sin første fotobog i 1978, og netop bogformen synes at være hans foretrukne udtryk. De første mange år holdt han sig strengt til kornede, sort-hvide fotografier, men fra og med år 2000, har han taget det skarpe farvefotografi til sig.
Krass Clement har som den første kunstfotograf fået Statens Kunstfonds livsvarige ydelse, og hans værker er bl.a. repræsenteret på Museum of Modern Art i New York, Museet for Fotokunst, Kunstindustrimuseet, Det Kongelige Bibliotek, Glyptoteket og Bibliothèque nationale i Paris.
Krass Clement er fra 1997 tildelt Statens Kunstfonds livsvarige ydelse.
Krass Clement blev udpeget sammen med 13 andre fotografer til at deltage i projektet Danmark under forvandling, der har udmøntet i en bog og udstillinger i 2010.

## Reference
1. ↑  Politiken, Kultur sektionen, den 14. juni 2008